# Piramide (ruimtelijke figuur)
Een piramide is een prismatoïde bestaande uit een veelhoek, al dan niet regelmatig, als grondvlak en driehoekige zijvlakken vanuit elk van de zijden van de veelhoek naar een gemeenschappelijke punt, de top, apex of apicale punt.
Er wordt in het algemeen vanuit gegaan dat het grondvlak convex is, de piramide is het in dat geval zelf ook.
Voorbeelden zijn:
- regelmatig viervlak
- vierkante piramide, met een vierkant als grondvlak en vier gelijkzijdige driehoeken als zijvlak
- vijfhoekige piramide

Piramides met een vierkant als basis hebben in de architectuur voor veel bouwwerken model gestaan, bekend zijn de piramides van Egypte.

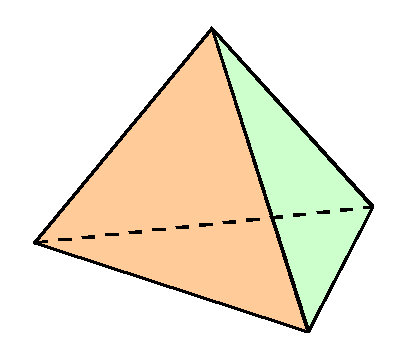
regelmatig viervlak
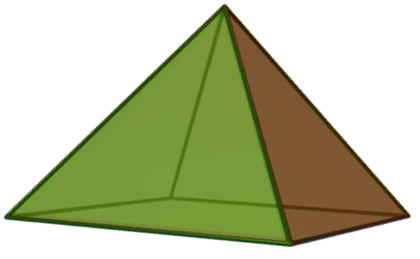
vierkante piramide
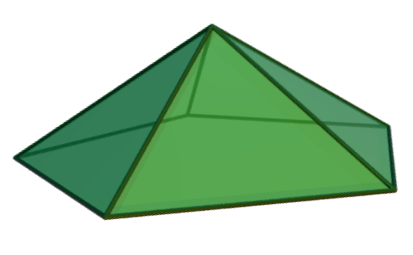
vijfhoekige piramide

De oppervlakte {\displaystyle A} van een piramide waarvan het grondvlak een vierkant is met {\displaystyle a} de lengte van de ribbe van de basis en {\displaystyle h} de hoogte, is gelijk aan de som van de oppervlakten van het grondvlak en de vier even grote zijvlakken:
{\displaystyle A=a^{2}+2a{\sqrt {\left({\frac {a}{2}}\right)^{2}+h^{2}}}}
De inhoud {\displaystyle V} is:
{\displaystyle V={\tfrac {1}{3}}a^{2}h}
Meer algemeen geldt voor een piramide met een willekeurig grondvlak met oppervlakte {\displaystyle G} en met hoogte {\displaystyle h}:
{\displaystyle V={\tfrac {1}{3}}G\cdot h}

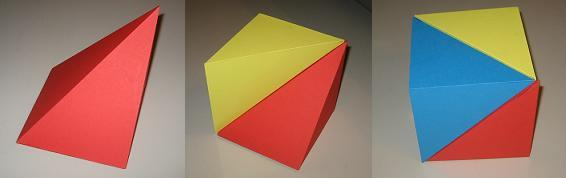
Drie piramides vormen een balk.

Deze formule valt als volgt uit te leggen: er passen precies drie piramides van gelijke inhoud in een balk met even grote hoogte en grondvlak. Bij een vierkante piramide is dit te visualiseren als de top van de piramide niet recht boven het midden, maar recht boven een hoekpunt van het grondvlak zit. De piramides passen dan precies in elkaar om een balk te vormen.

## Variaties
- Afgeknotte piramide
- Bipiramide
- Dubbele afgeknotte piramide